# I matrimoni in ballo
I matrimoni in ballo è una farsa per musica in un atto del compositore Domenico Cimarosa su libretto di Pasquale Mililotti.
La farsa fu rappresentata la prima volta al Teatro Nuovo di Napoli nel carnevale del 1776 e fu successivamente ripresa con il titolo La baronessa stramba nello stesso palcoscenico dieci anni dopo.

## Rappresentazione in tempi moderni
L'unica rappresentazione (e registrazione) in tempi moderni si è tenuta a Napoli il 30 settembre 1958 con l'esecuzione dell'Orchestra dell'associazione Alessandro Scarlatti sotto la direzione di Franco Caracciolo. In questa occasione è stata rappresentata con il titolo La baronessa stramba.